# Alan Franco (Fußballspieler, 1998)
Alan Steven Franco Palma (* 21. August 1998 in Alfredo Baquerizo Moreno) ist ein ecuadorianischer Fußballspieler.

## Karriere

### Verein
Franco startete seine Karriere in der Jugend von Independiente del Valle, wo er zum Jahresstart 2017 von der U20 in die B-Mannschaft überging. Ab 2018 war er Teil des Kaders der ersten Mannschaft. Dort kam er dann zu mehreren Einsätzen, bis er schließlich im Sommer 2020 den Klub für eine Ablöse von 2,1 Mio. € in Richtung Atlético Mineiro nach Brasilien verließ. Für diese kam er nun in der Série A in der Saison 2020 vermehrt zum Einsatz; seine Einsatzzeiten reduzierten sich in der Folgesaison jedoch wieder. So verlieh man ihn schließlich für die erste Jahreshälfte 2022 in die USA zum Charlotte FC, wo er es in der MLS zu zehn Spielen brachte. Danach wurde er wieder verliehen und steht somit nun bis Juni 2023 im Kader von CA Talleres in Argentinien.

### Nationalmannschaft
Sein Debüt in der ecuadorianischen Nationalmannschaft hatte er am 11. September 2018 bei einem 2:0-Sieg über Guatemala, wo er in der Startelf stand und zur 66. Minute für Jefferson Orejuela ausgewechselt wurde. Nach weiteren Freundschaftsspieleinsätzen in den nächsten beiden Jahren kam er auch in einigen Spielen der Qualifikation für die Weltmeisterschaft 2022 zum Einsatz. Bei der Copa América 2021 war Teil des Turnierkaders und kam hier in allen Partien der Mannschaft zum Einsatz. Danach folgten weitere Einsätze in er WM-Qualifikation und nachdem diese erfolgreich abgeschlossen wurde, auch in weiteren Vorbereitungsspielen für das Turnier, für welches er schlussendlich auch nominiert wurde.

## Erfolge
Independiente del Valle
- Copa Sudamericana: 2019

Atlético Mineiro
- Staatsmeisterschaft von Minas Gerais: 2020, 2021
- Copa do Brasil: 2021
- Campeonato Brasileiro de Futebol: 2021